# Airco

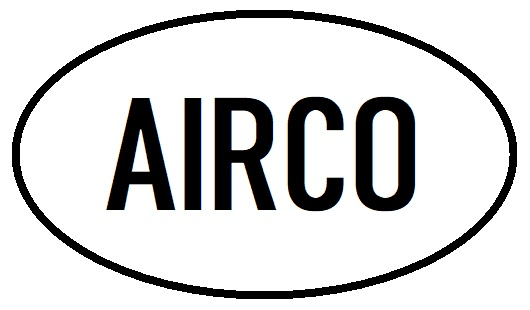
Logo da Airco.

A Aircraft Manufacturing Company Limited, ou simplesmente Airco, foi uma empresa aeronáutica criada por George Holt Thomas, em Hendon, na Inglaterra em 1912. 
Geoffrey de Havilland entrou para a empresa dois anos depois, como projetista chefe, seus projetos foram marcados com as iniciais DH. 
Após o final da Primeira Guerra Mundial, a companhia teve problemas por causa de sua excessiva dependência militar, chegando a falência em 1920. Seus bens foram comprados pela Birmingham Small Arms Company, que não tinha interesse no negócio da aviação. Os bens relativos à aviação foram então comprados por Geoffrey de Havilland, que formou a de Havilland Aircraft Company em 1920.

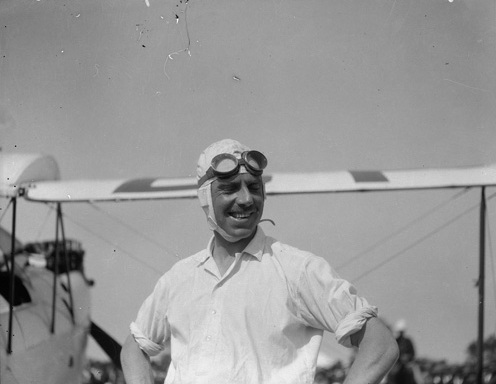
O projetista chefe da Airco,
Geoffrey de Havilland.

## Origens e de Havilland
Durante 1912, a Airco foi fundada pelo proprietário do jornal e industrial George Holt Thomas. A empresa foi inicialmente sediada em The Hyde em Hendon, norte de Londres, Inglaterra. A partir de agosto de 1914, o aviador William Taylor Birchenough trabalhou como piloto de testes para a Airco. Naquele mesmo ano, sabendo que Geoffrey de Havilland, que então estava na Royal Aircraft Factory em Farnborough, poderia estar disponível, Holt Thomas o convidou para ingressar na Airco como seu designer-chefe. Os projetos da Airco de De Havilland provariam ser decisivos para a empresa, que acabaria por fornecer cerca de 30 por cento de todos os treinadores, caças e bombardeiros usados pela Grã-Bretanha e pelos Estados Unidos durante a Primeira Guerra Mundial. Os designs de De Havilland para a Airco foram todos marcados com suas iniciais "DH".

## Modelos fabricados
- Airco DH.1 (1915)
  - Airco DH.1A
- Airco DH.2 (1915)
- Airco DH.3 (1916)
  - Airco DH.3A
- Airco DH.4 (1916)
  - Airco DH.4A
  - Airco DH.4R
- Airco DH 5 (1916)
- Airco DH.6 (1916)
- Airco DH.9 (1917)
  - Airco DH.9A
  - Airco DH.9C
- Airco DH.10 Amiens (1918)
- Airco DH.11 Oxford (1919)
- Airco DH.16 (1919)
- Airco DH.18 (1920)